# E611号線
E611号線 (E611ごうせん、英: European route E611) はフランスにあり、リヨン – ポン＝ダンを結ぶ、欧州自動車道路のBクラス幹線道路。
- フランス
  - E15号線,E70号線,E711号線 – リヨン
  - ポン＝ダン